# Okenia leachii
Okenia leachii är en snäckart som först beskrevs av Joshua Alder och Hancock 1854.  Okenia leachii ingår i släktet Okenia och familjen Goniodorididae. Inga underarter finns listade i Catalogue of Life.